# St. Rupert (München)

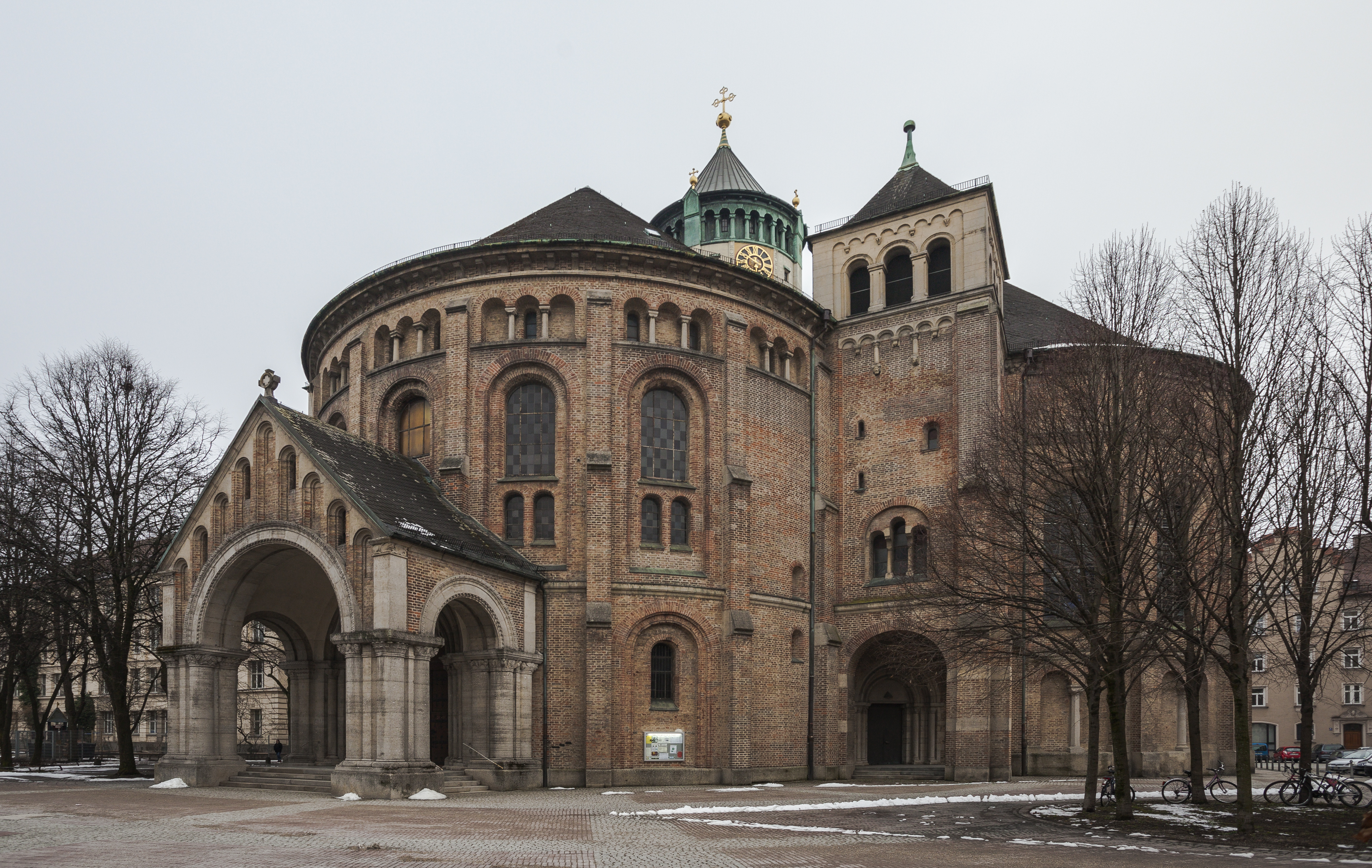
St. Rupert, Außenansicht

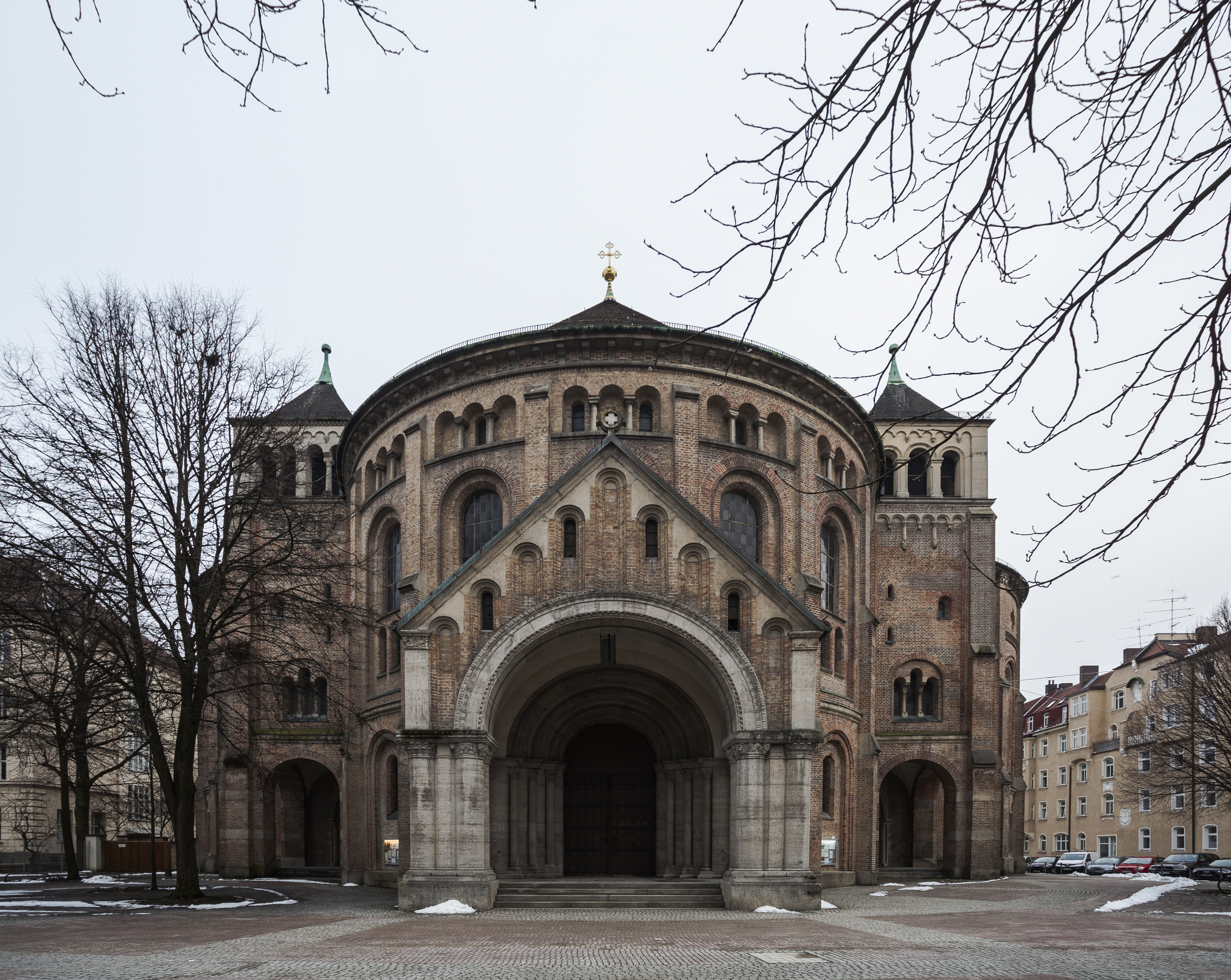
Kirchenportal

St. Rupert ist eine katholische Pfarrkirche im Münchner Stadtteil Schwanthalerhöhe, die nach dem Heiligen Rupert von Salzburg benannt ist. Sie ist Sitz des Pfarrverbandes München-Westend.

## Geschichte und Architektur
Die neuromanische Kirche wurde 1901–1903 nach Entwurf des Münchner Architekten Gabriel von Seidl gebaut, am 23. Oktober 1903 benediziert und 1908 konsekriert. Sie ist ein nach Süden ausgerichteter Zentralbau auf dem Grundriss eines griechischen Kreuzes mit einem laternenartigen runden Vierungsturm. Alle vier Kreuzarme schließen mit Konchen. Der besonders aufwendig gestaltete Nordarm mit dem Portalvorzeichen wird von zwei niedrigen Ecktürmen flankiert.
Ende 2017 wurde die Außensanierung der Kirche abgeschlossen; sie kostete rund drei Millionen Euro. Ende 2018 zog das Erzbischöfliche Ordinariat seine Zusage für die auf etwa zehn Millionen Euro veranschlagte Innenrenovierung zurück.

## Ausstattung

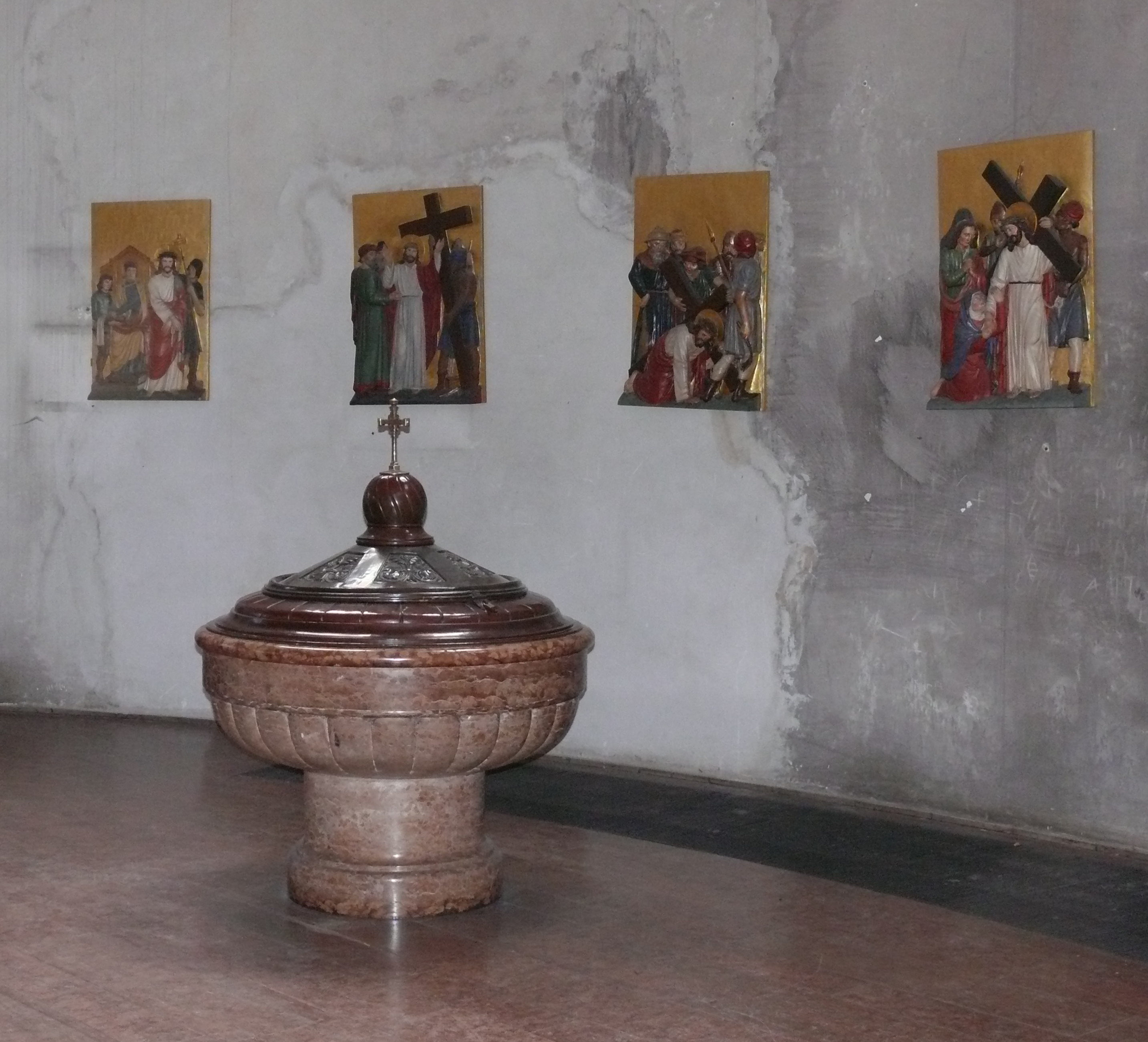
Kreuzwegstationen und Taufbecken

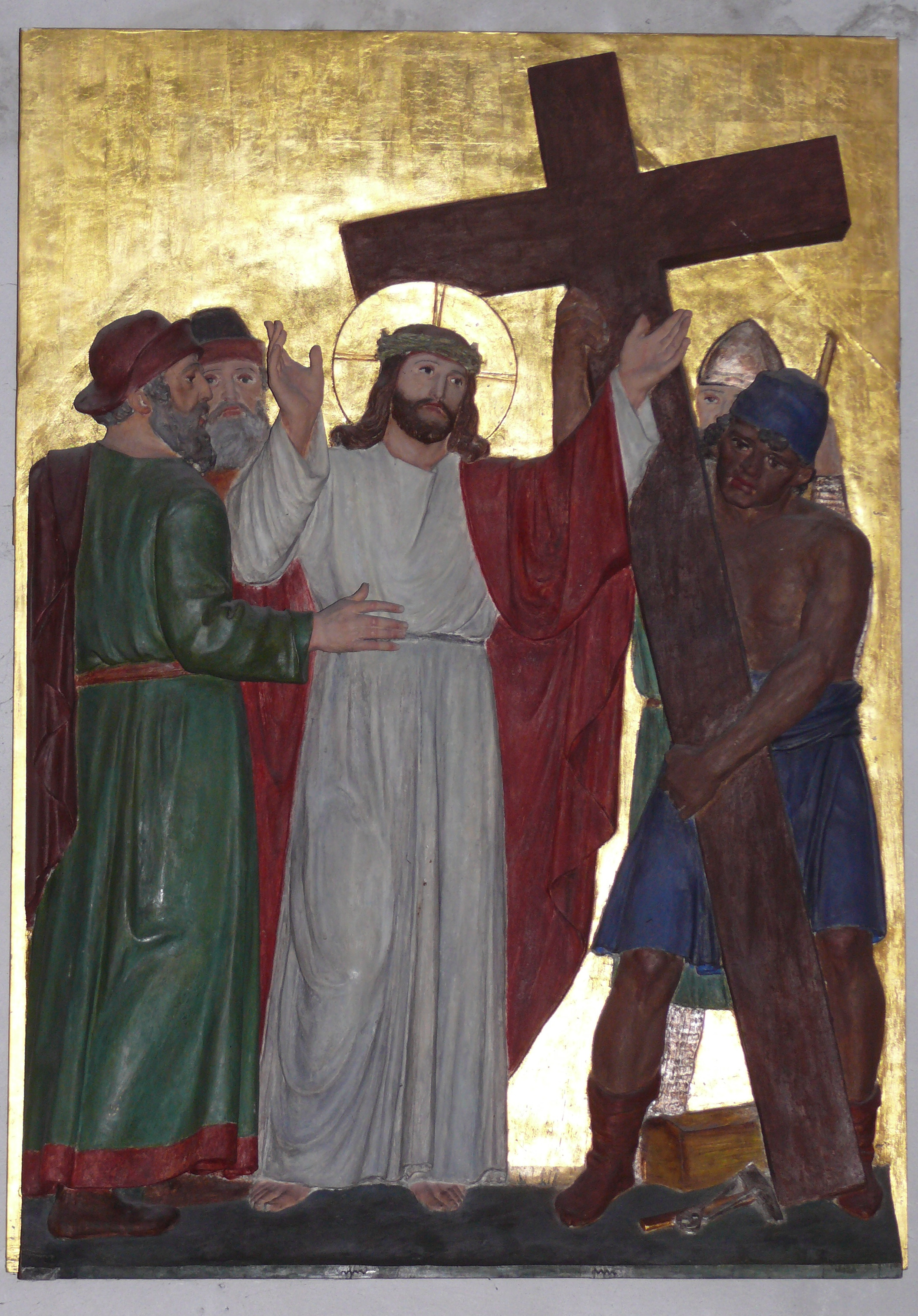
Die 2. Station des Kreuzwegs: Kreuzauflegung

Die ursprüngliche Wandbemalung wurde bereits 1935 entfernt und die Kuppel neu bemalt. 1964–1966 folgte eine „radikale Entschlackung“ mit einer weißen Raumhülle, mit Entfernung des Hochaltars von Anton Pruska und „Minimierung“ der anderen Altäre. Das Ergebnis wird im Handbuch der Deutschen Kunstdenkmäler äußerst kritisch beurteilt: „Durch die Renovierung 1964–66 mit ihrem einheitlichen Weißanstrich und Zerstörung der romantisierenden Ausstattung ist der Innenraum künstlerisch entwertet.“
Den Innenraum prägen die 19 großen Bleiglasfenster mit, die im Rahmen einer durchgreifenden Modernisierung des Innenraums von Georg Schönberger um 1965 geschaffen wurden.
Vom einstigen Hochaltar blieb noch die Holzfigur des Kirchenpatrons erhalten, von einem Seitenaltar die Marienfigur. Der rechte Seitenaltar, früher Josefs-, heute Sakramentsaltar, zeigt im Antependium-Relief der Altarmensa Szenen aus der Kindheit Jesu.  Der Bronzetabernakel wurde von Josef Hamberger geschaffen.
Die Ostkonche wird vom „Kriegeraltar“ von Hans und Benno Miller (1927) dominiert. Über der Altarmensa ist ein aus einem Terrakotta-Relief mit der Pietà zwischen den heiligen Georg und Barbara sowie Terrakotta-Inschrifttafeln gebildetes Kriegerdenkmal in die Wand eingelassen: „Den Kriegsopfern der Sanct Rupertuspfarrei Friede, Auferstehung und Herrlichkeit (...)“.
Von den rußgeschwärzten Wänden des Kuppelraums heben sich 14 goldglänzende Kreuzwegstationen in neuromanischem Stil ab. In der Westkonche steht außerdem ein mächtiger Taufstein aus Rotmarmor, und eine Gedenktafel mit Reliefdarstellung des Guten Hirten erinnert an Georg Reisinger, den „ersten Pfarrherrn der St. Rupertuskirche (...) von 1923 bis 1927“.

## Orgeln

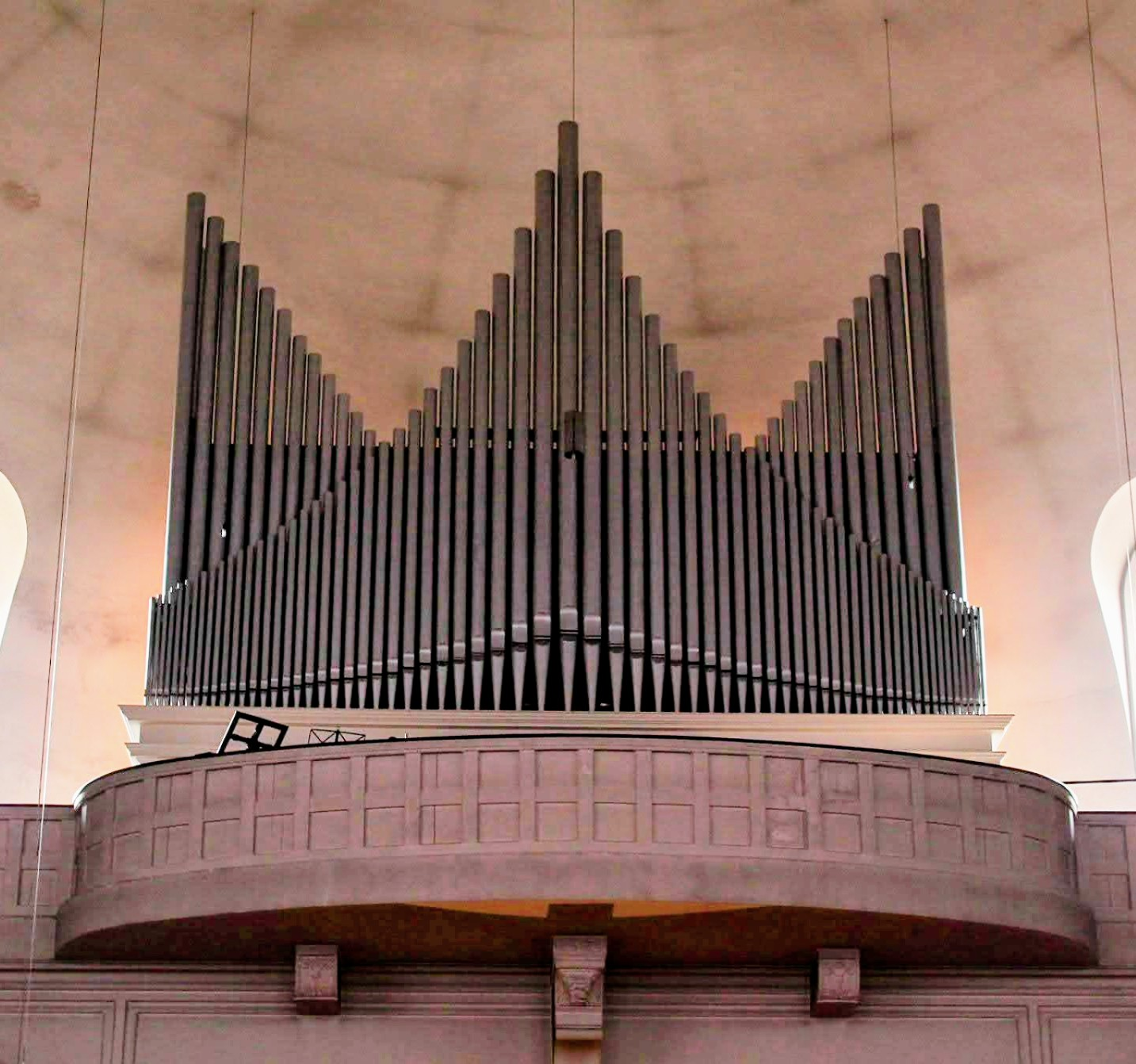
Orgel

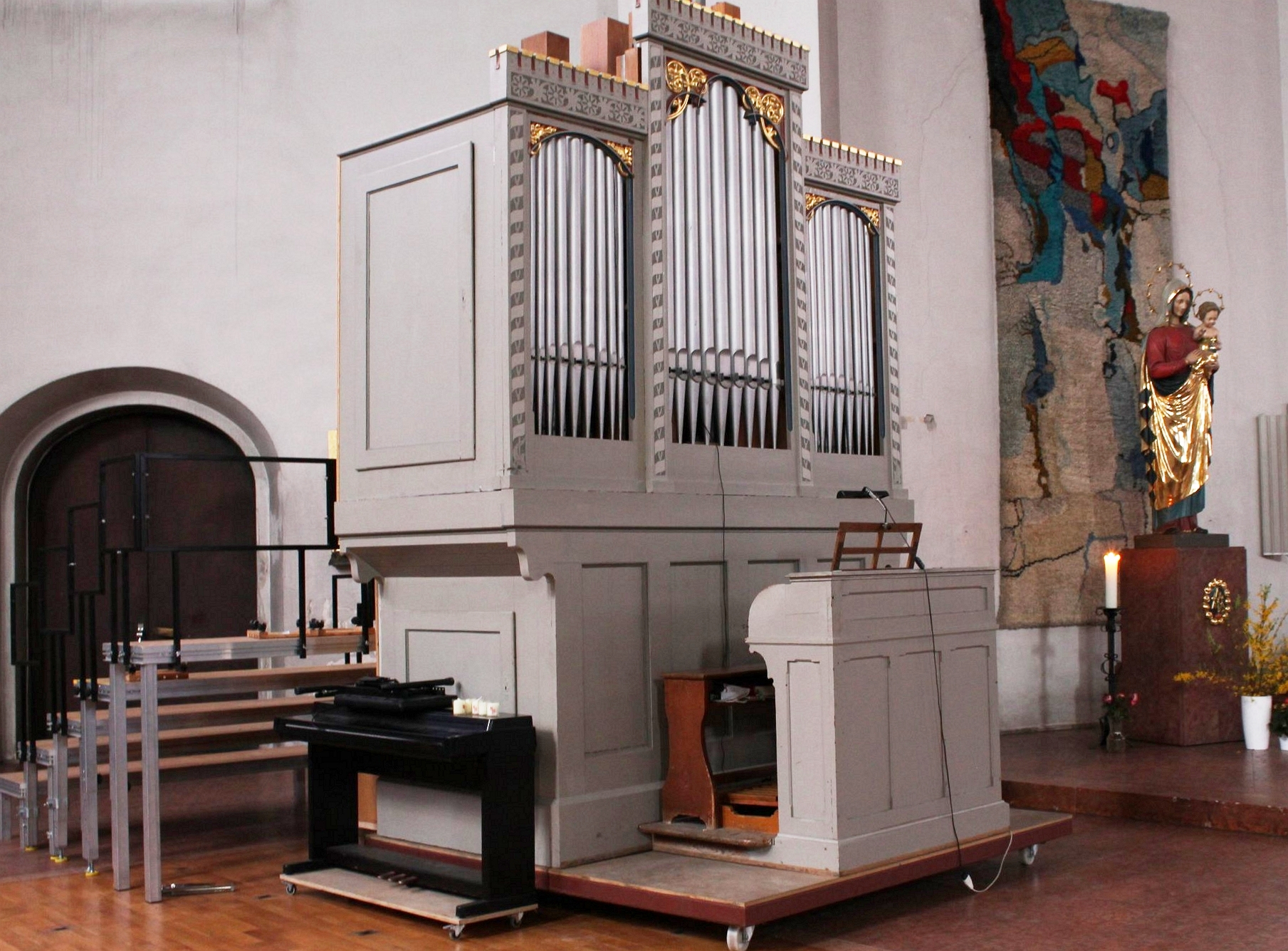
Chor-Orgel

Die große Orgel wurde 1905 von Franz Borgias Maerz als op. 497 mit 28 Registern auf zwei Manualen und Pedal gebaut. Große Teile stammen vermutlich aus der Maerz-Orgel op. 206 von 1887 für den Konzertsaal des Königlichen Odeons. Diese hatte 25 Register auf zwei Manualen und wurde 1905 durch eine Walcker-Orgel mit IV/62 ersetzt. Die Orgel in St. Rupert wurde 1933 von Magnus Schmid umgebaut und auf 37 Register erweitert.
Das Kegelladen-Instrument hat heute 38 Register auf zwei Manualen und Pedal. Die Spiel- und Registertrakturen sind pneumatisch. Eine Besonderheit ist das Register Vox humana im Schwellwerk, welches in einem selbständigen Schwellkasten steht.
| I Hauptwerk C–f3 |              |       |
| 1.               | Principal    | 16′   |
| 2.               | Bourdon      | 16′   |
| 3.               | Principal    | 8′    |
| 4.               | Gamba        | 8′    |
| 5.               | Tibia        | 8′    |
| 6.               | Gedeckt      | 8′    |
| 7.               | Salicional   | 8′    |
| 8.               | Octav        | 4′    |
| 9.               | Traversflöte | 4′    |
| 10.              | Octav        | 2′    |
| 11.              | Cornett III  | 2 ⁄3′ |
| 12.              | Mixtur IV    | 2 ⁄3′ |
| 13.              | Trompete     | 8′    |

| II Schwellwerk C–f3 (f4) |                  |       |
| 14.                      | Rohrgedeckt      | 16′   |
| 15.                      | Geigenprincipal  | 8′    |
| 16.                      | Dolce            | 8′    |
| 17.                      | Aeoline          | 8′    |
| 18.                      | Vox coelestis    | 8′    |
| 19.                      | Flöte            | 8′    |
| 20.                      | Lieblich Gedeckt | 8′    |
| 21.                      | Nachthorn        | 8′    |
| 22.                      | Fugara           | 4′    |
| 23.                      | Dolcissimo       | 4′    |
| 24.                      | Rohrflöte        | 4′    |
| 25.                      | Bachflöte        | 2′    |
| 26.                      | Sesquialter II   | 2 ⁄3′ |
| 27.                      | Echomixtur III   | 2′    |
| 28.                      | Trompete         | 8′    |
| 29.                      | Oboe             | 8′    |
| 30.                      | Clarinette       | 8′    |
| 31.                      | Vox humana       | 8′    |
|                          | Tremolo          |       |

| Pedalwerk C–d1 |                |         |
| 32.            | Principal.Bass | 16′     |
| 33.            | Violon         | 16′     |
| 34.            | Subbass        | 16′     |
| 35.            | Quintbass      | 10 2⁄3′ |
| 36.            | Octavbass      | 8′      |
| 37.            | Cello          | 8′      |
| 38.            | Posaune        | 16′     |

- Koppeln: II/I (auch als Super- und Suboktavkoppel), II/II (Sub- und Superoktavkoppel), I/P, II/P (auch als Superoktavkoppel)
- Spielhilfen: Feste Kombinationen (pp, p, mf, f, tutti); eine freie Kombination, Registercrescendo

Außerdem gibt es noch eine kleinere Maerz-Orgel mit 6 Registern aus dem Jahr 1907. Sie stammt aus der Kirche St. Leonhard in Greimharting und wurde durch den Verein Romantische Orgelmusik München St. Rupert e. V. transferiert und restauriert.

## Glocken
In den beiden flankierenden, gedrungenen Glockentürmen hängt ein fünfstimmiges Geläut. Die Glocken im Einzelnen:
| Nr. | Material | Gussjahr | Gießer                     | Durchmesser [mm] | Gewicht [kg] | Schlagton (HT-1/16) |
| --- | -------- | -------- | -------------------------- | ---------------- | ------------ | ------------------- |
| 1.  | Bronze   | 1903     | Rudolf Oberascher, München | 1.697            | 2.913        | h0-3                |
| 2.  | Euphon   | 1951     | Karl Czudnochowsky, Erding | 1.360            | 1.260        | d1-2                |
| 3.  | Bronze   | 1960     | Karl Czudnochowsky, Erding | 1.210            | 986          | e1-2                |
| 4.  | Euphon   | 1951     | Karl Czudnochowsky, Erding | 1.060            | 580          | fis1-3              |
| 5.  | Bronze   | 1960     | Karl Czudnochowsky, Erding | 890              | 398          | a1-1                |